# OpenSSL
OpenSSL é uma implementação de  código aberto dos protocolos SSL e TLS. A biblioteca (escrita na linguagem C) implementa as funções básicas de criptografia e disponibiliza várias funções utilitárias. Também estão disponíveis wrappers que permitem o uso desta biblioteca em várias outras linguagens. Devido a problemas financeiros, em abril de 2015 apenas quatro programadores cuidavam do protocolo OpenSSL. O baixo número colocava em risco a segurança de milhões de usuários. Em fevereiro de 2017, já eram listados 15 colaboradores.
O OpenSSL está disponível para a maioria dos sistemas do tipo Unix, incluindo Linux, Mac OS X, as quatro versões do BSD de código aberto e também para o Microsoft Windows. O OpenSSL é baseado no SSLeay de Eric Young e Tim Hudson.
O OpenSSL é utilizado para gerar certificados de autenticação de serviços/protocolos em servidores (servers).